# Шагас, Родриго
Родри́го Себастья́н Ша́гас Ди́ас (исп. Rodrigo Sebastián Chagas Díaz; род. 20 августа 2003, Артигас) — уругвайский футболист, полузащитник клуба «Насьональ».

## Клубная карьера
Шагас — воспитанник столичного клуба «Насьональ». 12 марта 2023 года в матче против «Бостон Ривер» он дебютировал в уругвайской Примере.

## Международная карьера
В 2023 году в составе молодёжной сборной Уругвая Шагас принял участие в молодёжном чемпионате Южной Америки в Колумбии. На турнире он сыграл в матчах против сборных Колумбии, Чили, Боливии, Парагвая, Бразилии, а также дважды Венесуэлы и Эквадора. В поединке против эквадорцев Родриго забил гол.
В том же году Шагас стал победителем молодёжного чемпионата мира в Аргентине. На турнире он сыграл в матчах против команд Ирака, Туниса, Гамбии, США, Израиля и Италии.

## Достижения
Международные
 Уругвай (до 20)
- Победитель молодёжного чемпионата мира — 2023